# Anice

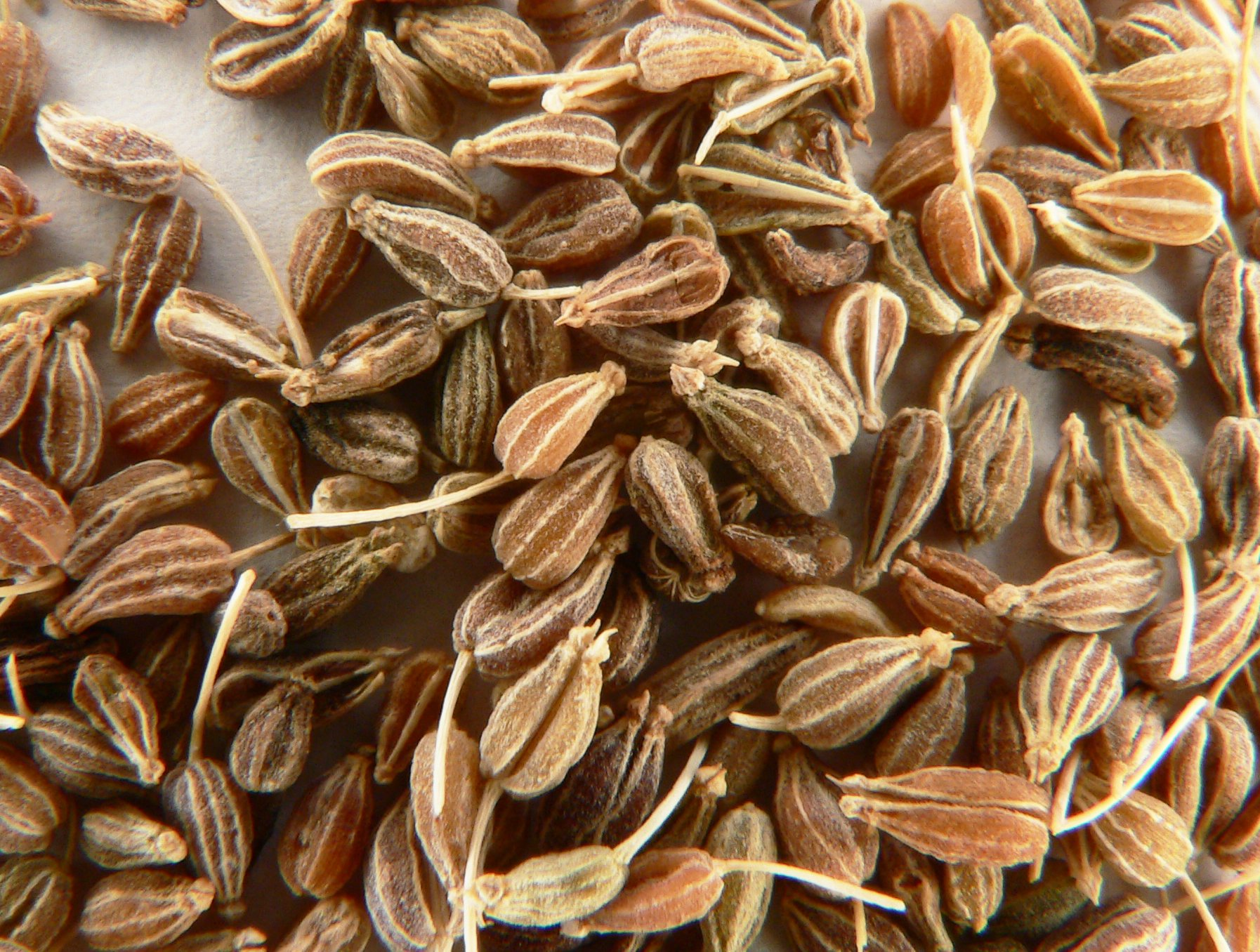
Semi di anice comune (anice verde)

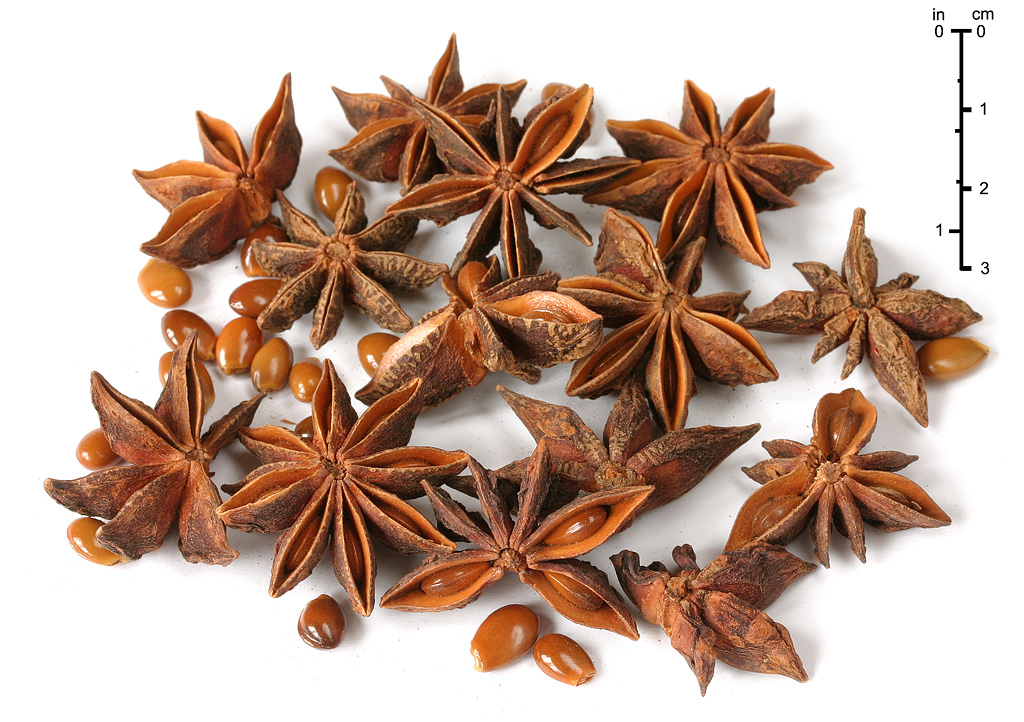
Frutti di anice stellato

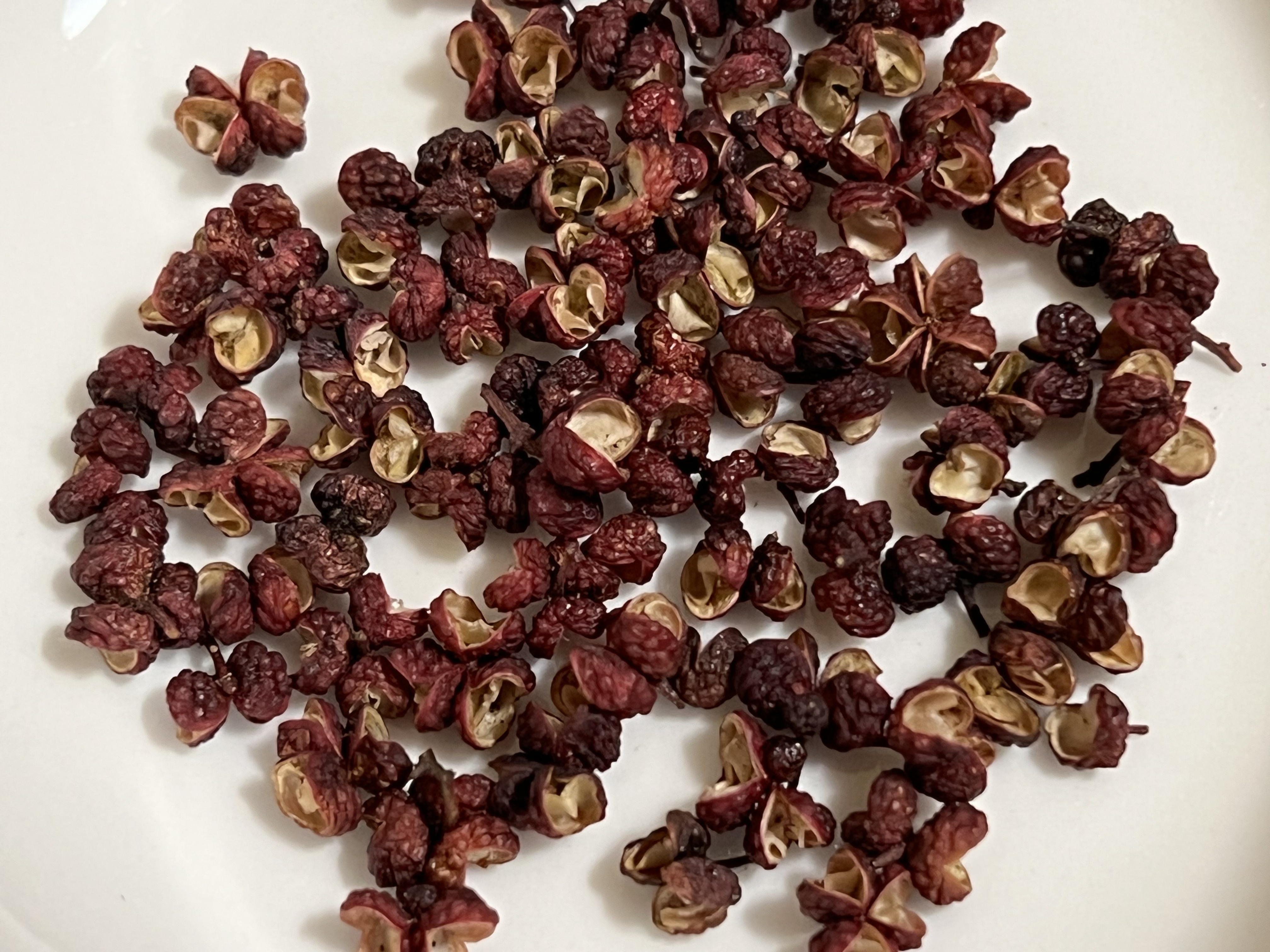
Semi di anice pepato (Pepe del Sichuan)

Sotto il generico nome di anice si raggruppano diverse piante che non hanno parentele botaniche. Le piante sono accomunate dall'aroma molto simile dei loro semi o frutti. 
Si suppone che siano tutte originare dell'Oriente anche se giunte in Europa in periodi diversi. Ne vengono utilizzati i semi o i piccoli frutti, essiccati ed, eventualmente, pestati.

## Storia e tradizione
L'anice è una delle spezie più antiche, ed è diffusa in molte cucine. L'anice comune detto anche anice verde è una spezia già conosciuta e utilizzata dai Greci, dagli Egizi e dai Romani per dare gusto alle vivande a base di pollo, maiale, verdure e piccoli biscotti digestivi.
Dal Medio Oriente antico si diffuse nel bacino del Mediterraneo e da lì in Europa, tanto che nel Medioevo era un ingrediente di numerose ricette in quasi tutti i paesi.
Nell'era moderna, l'anice stellato detto anche anice badiana ha in parte sostituito l'anice comune.

## Tipologie
Le piante che comunemente vengono chiamate anice sono tre e fanno parte di specie e generi diversi.

### Anice comune o verde (Pimpinella anisum)
L'anice comune (Pimpinella anisum) è una pianta erbacea annuale, appartiene alla famiglia delle Apiaceae. È alta circa 60 cm, con piccoli fiori bianco-giallo cui fanno seguito piccoli semi ovali di colore marrone con striature più chiare simili ai semi di finocchio e caratterizzati da un aroma persistente.
È il più noto in Occidente, fin dai tempi antichi.

### Anice stellato o badiana (Illicium verum)
Albero tropicale sempreverde, alto tra i 5-10 metri, appartenente alla famiglia delle Illiciaceae e deve il suo nome alla forma di stella a 8 o 12 punte che caratterizza gli occhielli dei suoi otto piccoli frutti. 
Fu importato in Occidente solo alla fine del Seicento, passando attraverso la Russia. Noto e molto usato in tutto l'Oriente, è particolarmente utilizzato in Cina e Vietnam.

### Anice pepato (Zanthoxylum piperitum)
L'anice pepato, chiamato anche pepe del Sichuan (Zanthoxylum piperitum) deriva da una pianta della famiglia delle Rutaceae originaria da Cina, Giappone e Corea. 
Ne vengono usati i semi che hanno un gusto aromatico ma anche piccante.

## Gusto
L'anice ha un gusto tendente al dolce, e l'aroma ricorda quello dei semi di finocchio con un lieve retrogusto di menta.

## Usi

### In cucina
La spezia è diffusissima e le ricette che la contemplano sono virtualmente infinite. Possiamo però dire a grandi linee che l'anice viene usato per dare gusto a carni di pollo, maiale e coniglio, così come lo usavano già i Greci e i Romani. Viene inoltre usato in accompagnamento di verdure e formaggi, specie nei paesi del Nord Europa.
In tutti i paesi europei è un ingrediente base di dolci e bevande tradizionali: torte, biscotti, panpepati, pandolci, frutta secca. In Toscana si trovano alcuni prodotti tipici: i biscotti salati all'anice nella zona del Monte Amiata, mentre originari di Lamporecchio sono i dolci brigidini. A Forlì, invece, in Romagna, in occasione della festa della Madonna del Fuoco, patrona della città, si prepara tradizionalmente una piadina dolce, aromatizzata coi semi di anice, chiamata appunto piadina della Madonna del Fuoco o anche pane della Madonna del Fuoco. A Catania, in Sicilia, vengono prodotti i tipici Biscotti della Monaca seguendo un'antica ricetta delle suore di clausura del Convento di Santa Chiara.
L'anice è anche usato per gusti nel campo dei gelati, in particolare ghiaccioli. I dolci possono venire preparati con i semi essiccati, ridotti in polvere o grazie all'aroma dei numerosissimi liquori a base d'anice.

### Superalcolici all'anice
L'anice è stato usato fin da tempi lontani nella produzione di liquori, diffuso sia dalla tradizione liquoristica dei monasteri, sia nelle aree di influenza araba.
Tra i liquori all'anice della tradizione italiana vi sono l'anicetta della Sila, la sambuca, il Tutone in Sicilia (che in Sicilia viene detto “zammù”), il mistrà e l'anisetta nelle Marche, per citare solo alcuni dei più famosi. I liquori d'anice vengono anche usati a fine pasto o nella correzione del caffè, ma anche per insaporire piatti vari a base di pesce, di lumache, di castagne.
In Francia l'anice è usato nel pastis e nell'anisette; altri liquori in cui si usa l'anice sono il rakı in Turchia, l'ouzo in Grecia, l'arak nella Mezzaluna Fertile,  
I liquori a base di anice hanno la particolarità di diventare opachi quando vengono aggiunti all'acqua (o viceversa) perché gli olii essenziali sono solubili soltanto in alcool.
Per l'anisetta si impiega l'anice verde. Nella sambuca e nel pastis trova impiego l'anice stellato.

### Farmaceutico
Ancora oggi l'anice viene utilizzato come rimedio digestivo ed è uno degli ingredienti dei medicinali fitoterapici contro la tosse. La tradizione orientale gli attribuisce un potere preventivo contro il cancro. Il suo infuso si usa contro i crampi di stomaco. Inibisce i processi fermentativi presenti nell'intestino e ha un'azione antispasmodica. Inoltre, tra i suoi effetti benefici, riduce flatulenza, nausea, vomito. Può essere assunto in combinazione con il finocchio per potenziarne l'azione.
Costituenti principali: olio essenziale (5-8%) il cui costituente principale è il trans-anetolo (80-90%) componente principale anche di anice verde (70-90%), finocchio dolce (80-90%), finocchio amaro (60-70%); tannino catechico e acidi organici.

### Raccolta
Difficile da trovare allo stato selvatico nella penisola italica, è facilmente coltivabile in giardino. Si semina dopo gli ultimi geli invernali. La raccolta dei grappoli dei frutti avviene in agosto-settembre. Asciugati al sole e sgranati si conservano in locale asciutto.